# Holozän
| ❮ | System        | Serie      | Stufe              | ≈ Alter (mya) |
| - | ------------- | ---------- | ------------------ | ------------- |
| ❮ | Q u a r t ä r | Holozän    | Meghalayum         | 0 ⬍ 0,004     |
| ❮ | Q u a r t ä r | Holozän    | Nordgrippium       | 0,004 ⬍ 0,008 |
| ❮ | Q u a r t ä r | Holozän    | Grönlandium        | 0,008 ⬍ 0,012 |
| ❮ | Q u a r t ä r | Pleistozän | Tarantium          | 0,012 ⬍ 0,126 |
| ❮ | Q u a r t ä r | Pleistozän | Ionium (Chibanium) | 0,126 ⬍ 0,781 |
| ❮ | Q u a r t ä r | Pleistozän | Calabrium          | 0,781 ⬍ 1,806 |
| ❮ | Q u a r t ä r | Pleistozän | Gelasium           | 1,806 ⬍ 2,588 |
| ❮ | früher        | früher     | früher             | älter         |

Das Holozän (populärwissenschaftlich auch Nacheiszeitalter genannt) ist der gegenwärtige Zeitabschnitt der Erdgeschichte. In der Chronostratigraphie und der Geochronologie ist das Holozän eine Serie bzw. Epoche und wird laut Beschluss der International Commission on Stratigraphy (ICS) seit 2018 in drei geologische Stufen unterteilt (Grönlandium, Northgrippium, Meghalayum). Es begann vor etwa 11.700 Jahren mit der Erwärmung der Erde am Ende des Pleistozäns.
Holozän und Pleistozän gehören zum Quartär, dem jüngsten System des Känozoikums. In der englischen Terminologie wird das Holozän mitunter auch als Present (deutsch „Gegenwart“) bezeichnet.

## Namensgebung und Begriffsgeschichte
Die Bezeichnung Holozän stammt aus dem Altgriechischen und bedeutet sinngemäß „das ganz Neue“ (ὅλος hólos ‚ganz‘ und καινός kainós ‚neu‘). Der Begriff wurde 1867/1869 bzw. schon 1850 von dem französischen Zoologen Paul Gervais geprägt. Bereits 1833 hatte Charles Lyell für diesen Zeitabschnitt der Erdgeschichte den Begriff Present („Gegenwart“) geprägt. Auf dem Dritten Geologischen Kongress in London 1885 setzte sich jedoch die Bezeichnung Holocene (eingedeutscht Holozän) gegen Present durch. In der englischsprachigen Literatur ist der Begriff Present im Sinne von Holozän gelegentlich immer noch zu finden.
Eine veraltete Bezeichnung ist auch Alluvium (von lateinisch alluvio ‚Anschwemmung‘), also etwa „Zeitalter der Anschwemmungen“. Diese Bezeichnung geht auf den britischen Geologen William Buckland zurück, der 1823 die jüngste Erdgeschichte in das (vor-)sintflutliche Diluvium (entspricht etwa Pleistozän) und das nachsintflutliche Alluvium (entspricht grob dem Holozän) unterteilte.
In jüngerer Zeit setzte sich der Begriff auch gegen Begriffe wie Neo-Warmzeit oder Flandrische Warmzeit (Flandrium) durch. Der Begriff Flandrium wurde 1957 von Jean de Heinzelin & René Tavernier für marine Transgressionssedimente an der belgischen Küste geprägt. Er wurde vor allem von Autoren verwendet, die meinten, dass das Holozän nur ein Interglazial des aktuellen Eiszeitalters sei und deshalb in das Pleistozän mit einbezogen werden sollte (z. B. West, 1977). Wegen der besonderen Bedeutung des Holozäns für die Kulturgeschichte der Menschheit hat sich dieser Vorschlag nicht durchsetzen können und wird auch nicht weiter diskutiert. Aufgrund der 2008 erfolgten Festlegung des GSSP Pleistozän/Holozän  und der Definition des Holozäns als eigene Serie hat dieser Vorschlag nur noch wissenschaftshistorische Bedeutung.

## Definition

Kurven zu den Isotopenverhältnissen und dem Staubgehalt im Pleistozän-Holozän-Grenzintervall des NGRIP2-Eisbohrkerns mit Markierung der exakten Position der Grenze (Strichellinie; die Zeit läuft von rechts nach links)

Zur Definition des Beginns des Holozäns gibt es zahlreiche Ansätze aus den verschiedenen Teildisziplinen der Stratigraphie. Übereinstimmend versuchen alle Ansätze, den scharfen Temperaturanstieg am Ende der letzten Kaltzeit möglichst genau zu fassen. Die International Union of Geological Sciences (IUGS) hat 2008 den Vorschlag der Subcommission on Quaternary Stratigraphy und anschließend durch die International Commission on Stratigraphy (ICS) ratifiziert, einen GSSP (engl. Global Boundary Stratotype Section and Point „globales Referenzprofil zur Festlegung der Stufengrenzen“) für den Beginn des Holozäns zu definieren.
Als GSSP Pleistozän/Holozän dient der Eisbohrkern-2 des North Greenland Ice Core Project (NGRIP; Koordinaten, 75,10° N, 42,32° W), der an der Universität Kopenhagen archiviert ist. Für die Untergrenze des Holozäns wurde die 1492,45-m-Tiefenmarke bei diesem Kern ausgewählt. In diesem Bereich des Kerns ist in einem höchstens 3 Jahre umfassenden Eis-Intervall ein Abfall des Deuteriumüberschusses von typisch glazialen Werten auf typisch interglaziale Werte messbar. Zudem steigt ab ungefähr dieser Marke – wenngleich über ein ausgedehnteres Intervall hinweg – der δ18O-Wert von typisch glazialen Werten auf typisch interglaziale Werte an. Diese Änderungen in den Isotopenwerten dokumentieren den schnellen Temperaturanstieg am Übergang der Jüngeren Dryaszeit zum Präboreal des Holozän. Das Eis an der 1492,45-m-Tiefenmarke des NGRIP2-Kerns ergab mittels einer Multiparameter-Jahresschichtzählung für die Basis des Holozäns ein Alter von 11.700 Kalenderjahren b2k (vor 2000 n. Chr.) mit einem maximalen Zählfehler von 99 Jahren. Dies dient damit als offizielle Richtmarke für den Beginn des Holozäns.
Der „Hohenheimer Jahrringkalender“ ist ein Forschungsprojekt des Institutes für Botanik der Universität Hohenheim in Stuttgart zum Aufbau einer lückenlosen Jahresringtabelle. 2021 reichte er bis zur letzten Eiszeit vor etwa 12.500 Jahren zurück, in der Folge wurde daran gearbeitet, ihn auf 14.400 Jahre zu verlängern.
Nach Warvenzählungen im Meerfelder Maar in der Eifel begann das Holozän um 11.590 Warvenjahre v. h. (d. h. bezogen auf das Jahr 1950; oder 9.640 v. Chr.). Die Warvenzählungen der Eifelmaare (oder Warvenchronologie) sind jedoch eine sogenannte „schwimmende Chronologie“, d. h., sie beruhen auf Einhängung in andere Chronologien, z. B. der Dendrochronologie und den grönlandischen Eisbohrkernen (GICC05-Chronologie). Inzwischen wurde jedoch eine hohe Übereinstimmung aller drei Chronologien erreicht, der Beginn des Holozäns differiert daher nur noch um wenige Jahrzehnte und liegt innerhalb der Fehlergrenzen. Dies kann jedoch auch auf der regional etwas unterschiedlich einsetzenden Erwärmung beruhen.

## Korrelation
Das globale chronostratigraphische Holozän wird mit der Stufe 1 (MIS 1) der Sauerstoff-Isotopenkurve korreliert.

## Untergliederung
| Serie      | Klimastufe    | Pollen- zone | Zeitraum (v. Chr.) |
| ---------- | ------------- | ------------ | ------------------ |
| Holozän    | Subatlantikum | X            | 450 bis heute      |
| Holozän    | Subatlantikum | IX           | 450 bis heute      |
| Holozän    | Subboreal     | VIII         | 3.710–450          |
| Holozän    | Atlantikum    | VII          | 7.270–3.710        |
| Holozän    | Atlantikum    | VI           | 7.270–3.710        |
| Holozän    | Boreal        | V            | 8.690–7.270        |
| Holozän    | Präboreal     | IV           | 9.610–8.690        |
| Pleistozän | Jüngere Dryas | III          | 10.730–9.700 ± 99  |

Das Holozän wird in der Chronostratigraphie im Rang einer Serie definiert. Die von Axel Gudbrand Blytt und Rutger Sernander ausgeschiedenen Klimastufen aufgrund von paläobotanischen Daten aus skandinavischen Mooren sind im Prinzip nur auf der Nordhalbkugel, z. T. sogar nur in Nordeuropa nachweisbar. Sie geraten allmählich außer Gebrauch und werden durch die Begriffe frühes, mittleres und spätes Holozän ersetzt. Trotzdem werden sie immer noch in vielen wissenschaftlichen Publikationen benutzt. Auch absolute Altersdaten finden zunehmend Verwendung.
- Subatlantikum
- Subboreal
- Atlantikum
- Boreal
- Präboreal

Einige Autoren lassen dem Holozän als gegenwärtige Epoche das Anthropozän folgen, da das physikalische System Erde mittlerweile gravierend vom Menschen beeinflusst wird. Es hat aber bisher noch keine allgemeine Anerkennung gefunden, zumal es für die angewandte Geologie kaum Relevanz hat. Da der Beginn des Anthropozäns für das Jahr 1800 angesetzt ist, umfasste dieses gerade erst 200 Jahre währende Zeitalter geologische Bildungen, die allgemein mit dem Begriff rezent ausreichend charakterisiert sind.

## Verlauf

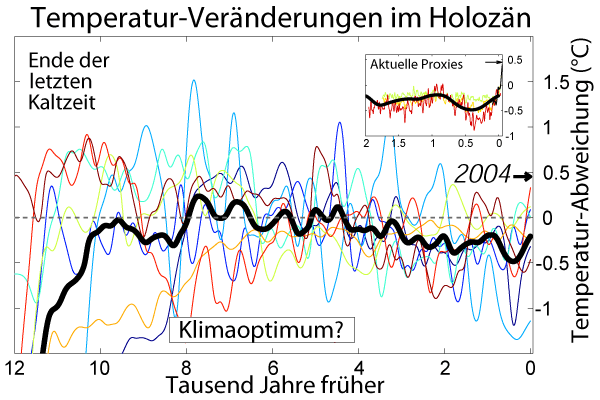
Weltweit: Rekonstruktion des Temperaturverlaufs während der letzten 12.000 Jahre

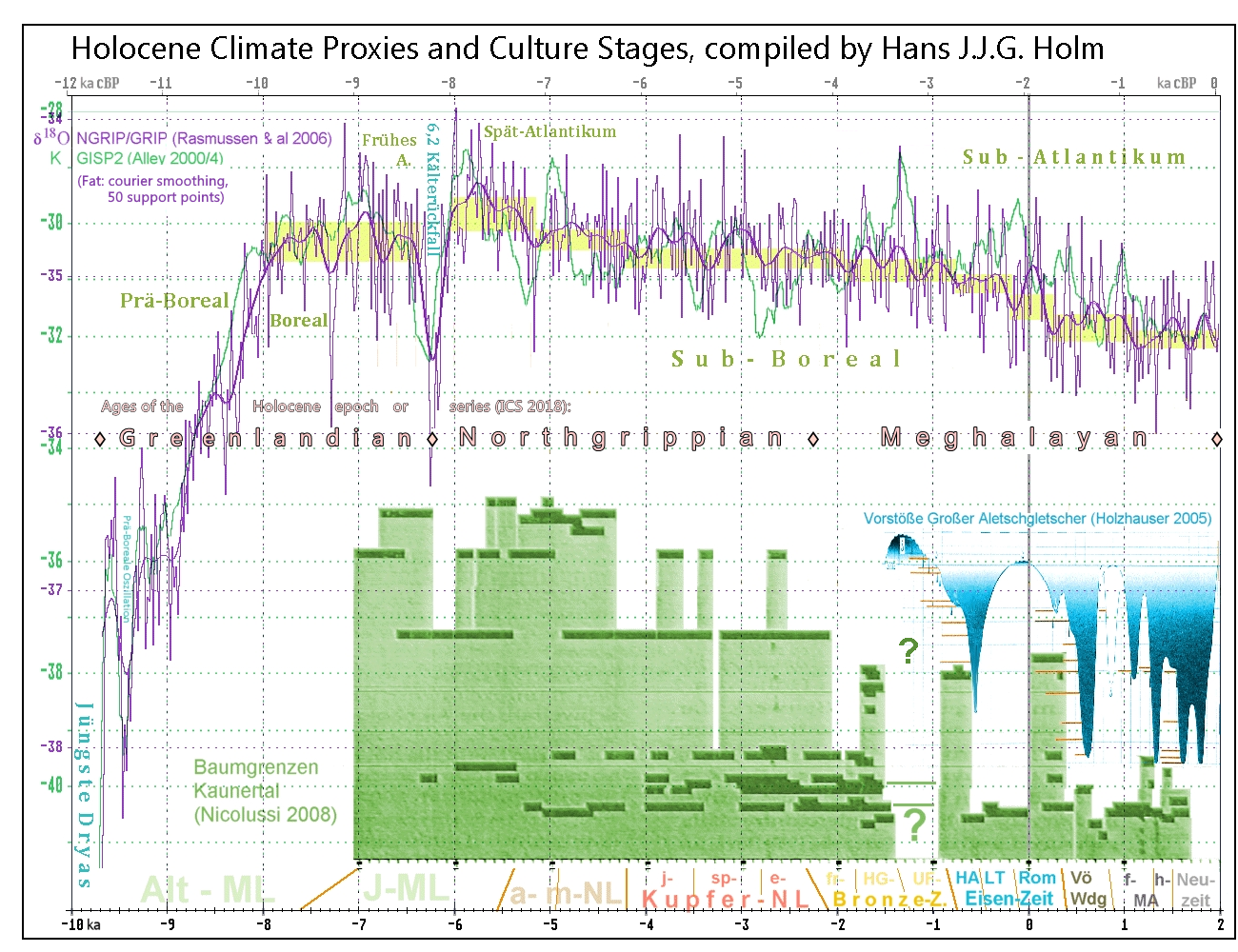
Nordwesteuropa: Kombination von Temperaturanzeigern ("Proxies") auf Basis grönländischer Eiskernbohrungen und alpiner Gletscherausdehnungen, mit Phasenbezeichnungen verschiedener Disziplinen

### Altholozän
10. – 8. Jahrtausend v. Chr.
Geobotanische Untergliederung: Präboreal – Boreal
Nachdem die letzte Kaltzeit (in Nordeuropa etwa die lokale Weichsel-Kaltzeit) etwa 16.000 v. Chr. ihren Höhepunkt überschritten hatte, begann eine phasenweise Klimaerwärmung. Währenddessen kam es immer wieder zu sprunghaften Klimaschwankungen, den sogenannten Dansgaard-Oeschger-Ereignissen. Im Vergleich zu früheren Warmzeiten (Eem-Warmzeit) dauerte der Übergang in die anschließende Warmzeit allerdings ungewöhnlich lange, und nach der Allerödzeit, in der die Temperatur schon fast ihr Warmzeitniveau erreicht hatte, fiel sie in der sogenannten Jüngeren Tundrenzeit 10.700 v. Chr. noch einmal in einen Kaltzustand zurück.
Diese Tundrenzeit endete etwa 9640 v. Chr. mit der Friesland-Phase, einer extrem schnellen Wiedererwärmung zum Präboreal, dem ersten Abschnitt des Holozäns. Bedingt durch Veränderungen von Meeresströmungen stiegen die Durchschnittstemperaturen auf Teilen der Nordhalbkugel innerhalb von nur 20 bis 40 Jahren um sechs Grad Celsius, in Grönland sogar bis zu 10 Grad.
Diese Erwärmung führte u. a. zur Öffnung der sogenannten Billinger Pforte, durch die das Wasser der zum Eissee angestauten Ostsee ins Weltmeer abfließen konnte. Dadurch sank der Wasserspiegel des Baltischen Eisstausees um 26 m auf Meeresspiegelniveau und umgekehrt drang mit dem Meerwasser arktische Fauna mit Yoldia (Portlandia arctica) in das Ostsee-Becken ein (Yoldia-Meer).

Paläogeographische Darstellung der heutigen Nordsee vor etwa 9000 Jahren, kurz nach dem Ende der Weichsel-Eiszeit

Der abrupte Klimawechsel zog zunächst eine Veränderung der Flora, damit verbunden auch der Fauna nach sich. Viele Arten wanderten mit den sich verschiebenden Vegetationszonen nordwärts. Zugleich verschwanden am Übergang des Pleistozäns in das Holozän in Amerika und Eurasien viele der großen Säugetiere vollständig. Dieses sogenannte Quartäre Aussterbewelle fand auf dem amerikanischen Doppelkontinent in dem relativ kurzen Abschnitt von etwa 13.000 bis 10.000 v. Chr. statt, dauerte in Eurasien länger. In Australien verschwanden die meisten Arten bereits inmitten des Spätpleistozäns. In welchem Ausmaß der Mensch bzw. dessen Einwirken auf das Ökosystem Ursache für das abrupte auftretende Massensterben war, ist umstritten.
Am Übergang vom Pleistozän zum Holozän wurde das Klima in den nördlichen Zonen der Erde langsam wärmer und feuchter. Gleichzeitig wandelte sich die bis dahin wasserlimitierte Steppenvegetation allmählich, aber fundamental: Das Weideland dehnte sich zunächst aus, später entwickelte sich eine Tundra aus Hochstauden, Büschen und Wäldern, deren Pflanzengemeinschaft sich in zunehmendem Maße aus für Herbivoren (Pflanzenfressern) ungenießbaren oder sogar giftigen Pflanzen, wie der Zwergbirke (Betula), zusammensetzte und so deren Bestand und Verbreitung beeinflusste. Strittig ist, ob die Änderung der Vegetation im Vergleich zum vorangehenden Pleistozän Ursache oder Folge des Verschwindens der Großsäuger ist. Entweder waren die Großsäuger also durch klimabedingte Vegetationsveränderungen verschwunden, oder die Vegetation änderte sich, weil menschliche Jäger die Großtiere des Nordens ausrotteten. In jedem Fall hatten sich die Lebensbedingungen der betroffenen Tiere so dramatisch geändert, dass rasche Anpassungen erforderlich waren, die vermutlich nicht alle Spezies leisten konnten, wodurch es zu der beobachteten drastischen ökologischen Restrukturierung gekommen sei.
Im Altholozän ereignete sich ein Umbruch in der Ernährungsweise der Menschen, zunächst in der Levante, später in China, Mittelamerika und anderen Teilen der Welt: Die Jäger und Sammler begannen, Getreide und andere Pflanzen anzubauen sowie Ziegen, Schafe und andere Tiere zu domestizieren. Diese „Neolithische Revolution“ verbreitete sich nach und nach auch in Richtung Europa.
Mit der Erwärmung einher ging ein Abschmelzen der Eismassen. Nachdem bereits am Ende des Eiszeitalters das Inlandeis den südlichen Ostseeraum freigegeben hatte, teilte sich um 6800 v. Chr. das Eis in Skandinavien, bis es am Ende des Altholozäns um 6000 v. Chr. schließlich ganz verschwand. Die von dieser Last befreite Erdkruste begann sich seit etwa 7700 v. Chr. bis heute um etwa 300 m isostatisch zu heben. Noch heute erfahren Landstriche in Skandinavien Hebungsraten bis zu 1 cm pro Jahr.

### Mittelholozän
8.–4. Jahrtausend v. Chr.
Geobotanische Untergliederung: Atlantikum
Das beschleunigte Abtauen des nordamerikanischen Inlandeises, des größten Eisschildes auf der Nordhalbkugel, führte zu Anfang des Mittelholozäns zu einem weiteren Anstieg des Meeresspiegels (Gesamtanstieg im Vergleich zum Minimalstand während der Eiszeit etwa 120 m). Damit ging zum einen eine Überflutung weiter Küstenräume einher, die sich phasenhaft vollzog und letztlich die heutigen Küstenlinien ausbildete (Flandrische Transgression, Dünkirchen-Transgression). Zum anderen wurden einige Nebenbecken vom Meereswasser überspült und so selbst zu Nebenmeeren, so etwa die Hudson Bay (zwischen 6000 und 5500 v. Chr.). Um 5000 v. Chr. (womöglich auch früher) wurden die dänischen Inseln, Großbritannien und Irland vom europäischen Festland getrennt; ein Vorgang, der durch eine lange Serie von verheerenden Sturmfluten vonstattenging und in dessen Folge auch die Ostsee zu einem Nebenmeer des Atlantiks wurde. Die Überflutung des Schwarzen Meeres um 6700 v. Chr. lief ähnlich dramatisch ab und führte womöglich zur Entstehung der Sintflut-Legenden bei den vorderasiatischen Völkern (Utnapischtim, Noach, Deukalion).
Durch das wärmer werdende Klima wich in Mitteleuropa (aber auch in Nordamerika) die Tundrenvegetation der Eiszeit zunehmend einer Bewaldung, zunächst durch Birken und Kiefern, später auch Eichen, Ulmen, Erlen und andere Arten. Im selben Zuge wandelten sich bis dahin unwirtliche, weiter nördlich gelegene Gebiete von polaren Kältewüsten zu Tundren.
Die Zeit vom 6. bis ins 2. Jahrtausend v. Chr. stellt das Temperaturoptimum des Holozäns (Atlantikum, veraltet auch Altithermum) dar. Für die Zeit des Optimums gibt es nur unsichere Angaben zu den herrschenden Jahresdurchschnittstemperaturen. Klar scheint heute, dass lokal deutlich unterschiedlichere Temperaturen vorherrschten als in der jüngeren Vergangenheit. Zum Teil lagen die Temperaturen um mehrere Grad Celsius über den vor Beginn der Industriellen Revolution und damit vor der allmählich einsetzenden globalen Erwärmung dort üblichen Werten, stellenweise jedoch auch deutlich unterhalb davon. Mehr als 2 °C wärmer waren vor allem Teile der Nordhalbkugel, darunter Südosteuropa (zwischen 13.000 und 11.000 Jahren v. Chr.), die Nordmeere (12.000 bis 10.000 Jahre v. Chr.) und der Osten Chinas (10.000 bis 6.000 Jahre v. Chr.). Entsprechend war beispielsweise auch die Baumgrenze in den Alpen zeitweise um 200 bis 300 m höher, in Sibirien und Nordamerika lag die Baumgrenze bis zu 300 km weiter nördlich als heute. Gleichzeitig lagen die Wassertemperaturen im nördlichen Indischen Ozean und im tropischen Pazifik zwischen 13.000 und 7000 v. Chr. um 0,5 bis 2 °C unter den Werten vor der industriellen Revolution, stiegen aber im Altithermum auf 1 °C über dem heutigen Niveau. Global gemittelt wird eine Temperatur von weniger als 0,4 °C über den heute üblichen Werten angenommen. Das holozäne Optimum war demnach kein global einheitliches Phänomen, sondern wie jede Klimaphase regional ganz unterschiedlich ausgeprägt.
Der bemerkenswerteste Unterschied des Altithermums im Vergleich zu heute war ein deutlich feuchteres Klima in den Wüstengebieten. Es gibt Anzeichen für ganzjährige Flüsse in der Sahara und anderen heutigen Wüsten. Der Tschadsee hatte zu dieser Zeit etwa die Ausdehnung des Kaspischen Meeres. Wie etliche Felszeichnungen aus der Sahara zeigen, gab es zahlreiche Großtierarten wie Giraffen, Elefanten, Nashörner und sogar Flusspferde. Siedlung und Viehhaltung war den Menschen damals in diesen Gebieten möglich. Gleiches wurde durch das feuchte Klima in der Thar (Pakistan) ermöglicht, wo der indische Sommermonsun deutlich stärker ausgeprägt war als heute.
Während des Klimapessimums von 4100 bis 2500 v. Chr., das deutlich niedrigere Temperaturen als das Hauptoptimum 1 aufwies, zog sich die Savannenvegetation abrupt zurück. 3200 bis 3000 v. Chr. wurde das Klima in den Wüstengebieten deutlich trockener, es begann die Desertifikation der Sahara. Die Bewohner der Sahara und anderer werdender Wüstengebiete mussten ihre Lebensräume verlassen und sammelten sich in den Flusstälern des Nils, Nigers, des Huang-Ho (China) und Indus (Pakistan) sowie in Mesopotamien an Euphrat und Tigris. In den meisten dieser Gebiete blühten durch die Notwendigkeit einer staatlichen Organisation sowie einer deutlichen Bevölkerungszunahme erste Hochkulturen auf.

### Jungholozän
4. Jahrtausend v. Chr. – heute
Geobotanische Untergliederung: Subboreal – Subatlantikum
Gegen Ende des 4. Jahrtausends v. Chr. begann eine weltweite Dürreperiode, die mehrere Jahrhunderte andauerte. In Ägypten brach durch das Ausbleiben des Nilhochwassers das Alte Reich zusammen, es folgte die Erste Zwischenzeit. Die von der Trockenheit aus ihrer Heimat vertriebenen Amurriter wanderten in Mesopotamien ein und zerstörten dort das Akkadische Reich. Im Industal führte ein Abschwächen des Monsuns um bis zu 70 % zur Bildung der Wüste Thar und zum Untergang der Harappa-Kultur.
Ab etwa 3000 v. Chr. setzte im europäischen Raum eine ausgeprägte Kaltepoche, das sogenannte Klimapessimum der Bronzezeit, ein. Die Jahresmitteltemperatur war deutlich kälter als heute, womit diese Periode die kälteste seit Ende der Weichsel-Kaltzeit darstellt. Sie hielt bis etwa Mitte des 1. Jahrtausends v. Chr. an und ging dann in ein neues Klimaoptimum über, das sogenannte Optimum der Römerzeit. Die Sommertemperaturen in Europa stiegen und könnten Werte ähnlich denen des vergangenen Jahrhunderts erreicht haben, lagen aber unter den heutigen. In dieser Zeit gelang zum einen dem karthagischen Feldherrn Hannibal die Überquerung der Alpen mit Elefanten (217 v. Chr.), zum anderen den Römern der Anbau von Wein auf den Britischen Inseln.
Auffallend ist der Zusammenhang zwischen einer erneuten Klimaverschlechterung (Pessimum der Völkerwanderungszeit) und einer Phase des Umbruchs bzw. des Niedergangs des Römischen Reichs. So begann die Epoche der Völkerwanderung mit dem Vorstoß der Hunnen, der wiederum durch eine Trockenperiode in deren zentralasiatischer Heimat ausgelöst wurde. In Nord- und Nordwesteuropa führten Ernteausfälle zu massiven Versorgungsproblemen. Eine Dürreperiode in Zentralasien im 4. Jahrhundert brachte schließlich den Handel auf der Seidenstraße zum Erliegen.

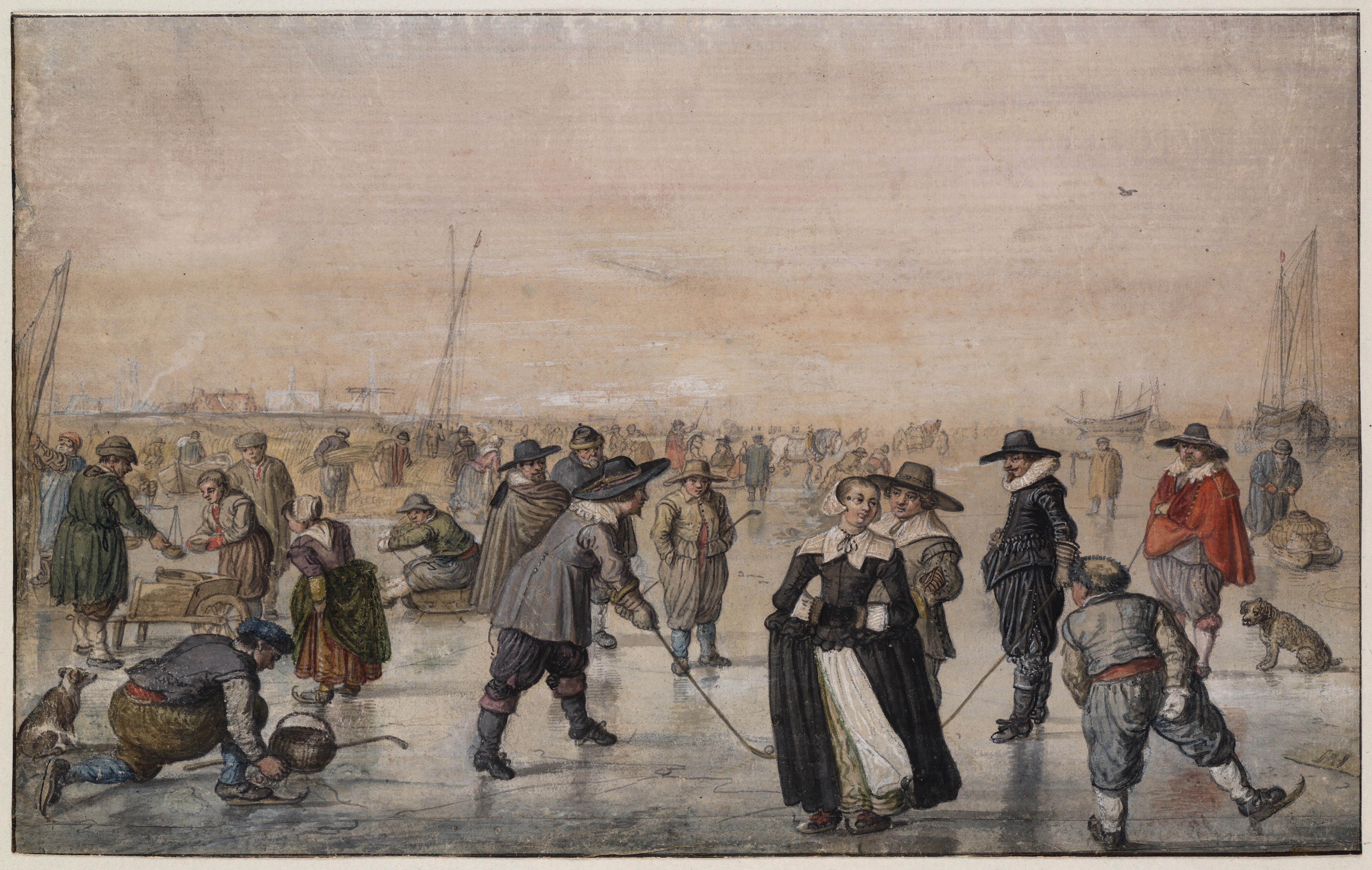
„Kleine Eiszeit“: Zugefrorene Kanäle in Holland auf einem Aquarell von Hendrick Avercamp, 1608

Die Erwärmung im 8. und 9. Jahrhundert wird als Mittelalterliche Klimaanomalie bezeichnet. Die Wikinger begannen mit der Besiedlung Islands („Eisland“) und Grönlands („Grünland“), das damals wie heute an den südlichen Küstenstreifen „grünes Land“ aufweist. Gleichzeitig kam es in Amerika zu katastrophalen Dürren und in Europa gehäuft zu katastrophalen Sturmfluten, siehe dazu Liste der Sturmfluten an der Nordsee. 1362 erfolgte die Abtrennung der friesischen Inseln vom norddeutschen Festland durch die Zweite Marcellusflut.
Ab Mitte des 14. Jahrhunderts setzte eine Klimaveränderung ein, die insbesondere zwischen 1550 und 1850 ihren Höhepunkt fand. Diese Neuzeitliche Klimaanomalie wird als Kleine Eiszeit bezeichnet. In nasskalten Sommern reifte das Getreide nicht mehr aus, häufig traten nach Missernten Hungersnöte auf. Verheerende Seuchen (wie die Pest) und Kriege (wie der Dreißigjährige Krieg) belasteten die Bevölkerung zusätzlich. Die einsetzende Landflucht sowie die spätere Abwanderung großer Bevölkerungsteile in die „Neue Welt“ wurde so zum Teil auch durch diese Klimaveränderung verursacht. Im Laufe der ersten Hälfte des 19. Jahrhunderts klang die Kleine Eiszeit zusehends aus.

## „Anthropozän“

Die atmosphärische CO_{2}-Konzentration war zwischen dem Beginn des Holozäns vor rund 11.700 Jahren und dem Beginn der Industrialisierung vor 250 Jahren innerhalb 30 ppm stabil und hat seither um über 120 ppm zugenommen.

Auch die Methan-Konzentration war zwischen dem Beginn des Holozäns und dem Beginn der Industrialisierung stabil. Sie hat sich seither vervielfacht.

Ende des 18. Jahrhunderts hatte sich die Weltbevölkerung innerhalb von 150 Jahren verdoppelt, und England trug die Industrielle Revolution in die Welt. Durch die Entwaldung für die Ausweitung der Landwirtschaft (Nahrung, Baumwolle) und die Verbrennung fossiler Brennstoffe (zunächst Kohle, später zunehmend auch Kohlenwasserstoffe) ist bereits für das 19. Jahrhundert ein signifikanter Anstieg des atmosphärischen Kohlendioxids (CO2) feststellbar. Die anthropogenen CO2-Emissionen werden gemeinsam mit den seit dem Beginn der Industrialisierung ebenfalls stark gestiegenen Methan- und Lachgasemissionen für die globale Erwärmung verantwortlich gemacht, die besonders deutlich ab der zweiten Hälfte des 20. Jahrhunderts beobachtet wird. In diesem Zusammenhang ist umstritten, wann auf das derzeitige Interglazial das nächste Glazial folgen wird – und ob es überhaupt kommt. Manche Forscher sind der Ansicht, die globale Erwärmung werde den seit vielen hunderttausend Jahren stetig wiederkehrenden Zyklus von Glazialen und Interglazialen stören und dadurch den Beginn eines neuen Glazials verhindern. Nach dem Stand der Wissenschaft würde das gegenwärtige Interglazial ohne menschliche Einflüsse noch für mindestens 30.000 Jahre andauern, da die geringe Bahnexzentrizität der Erde die Einflüsse der Präzession minimiert. Zudem führen die anthropogenen CO2-Emissionen zu einer Versauerung der Meere mit entsprechenden Auswirkungen auf die biogene Karbonatproduktion.
Neben dieser Klimaveränderung und dem damit verbundenen Meeresspiegelanstieg sind auch andere anthropogene Emissionen, z. B. Stickstoff und Phosphor aus Düngemitteln, Schwermetalle aus der Metallverhüttung und der Verbrennung fossiler Energieträger sowie künstliche Radionuklide, die oberirdischen Kernwaffentests oder der technischen Nutzung der Kernspaltung entstammen, in den jüngsten Ablagerungen des Jungholozäns (die prinzipiell auch als rezent angesprochen werden können) global nachweisbar. Regional unterschiedlich spiegeln sich das aktuelle Artensterben, die Verschiebung der Klimazonen und die Einschleppung exotischer Arten im Fossilbericht wider. Auch führen großflächige Entwaldung, einhergehend mit verstärkter Erosion, oder die Begradigung von Flüssen und Eindeichung von Küstenregionen zu Veränderungen in der Sedimentationsdynamik der angeschlossenen Ablagerungsräume.
All dies sind konkrete Belege dafür, dass der Mensch im Verlauf der letzten 200 Jahre ein bedeutender Einflussfaktor für die geologische Überlieferung geworden ist. Für diese anthropogen beeinflussten und zum Teil auch rein anthropogenen Sedimente bzw. den Zeitraum, in welchem selbige abgelagert und aufgeschüttet wurden und sowohl gegenwärtig als auch noch in Zukunft abgelagert und aufgeschüttet werden, prägte der Meteorologe Paul J. Crutzen den Begriff „Anthropozän“. 2019 sprach sich die weit überwiegende Mehrheit der 34-köpfigen Anthropozän-Arbeitsgruppe (Anthropocene Working Group, AWG) dafür aus, bis 2021 eine Definition, die den Beginn des Anthropozän etwa in der Mitte des 20. Jahrhunderts verortet, zu erarbeiten und als offizielle geologische Epoche vorzuschlagen.
Das Anthropozän-Konzept ist zwar geowissenschaftlich fundiert, hat aber für heutige Geologen kaum praktischen Wert. Größere Bedeutung besitzt es für die in der AWG zahlreich vertretene „Global Change research community“, also jene Wissenschaftler, die sich unmittelbar mit dem vom Menschen beeinflussten Wandel des Systems Erde beschäftigen. Darüber hinaus ist es auch zu einem nicht geringen Teil als ein von der Umweltbewegung inspiriertes philosophisches und politisches Konzept aufzufassen, das die Öffentlichkeit für all die oben aufgelisteten anthropogenen Veränderungen, von denen einige den Fortbestand der menschlichen Zivilisation ernsthaft gefährden könnten, sensibilisieren soll.